# Республика Боббио
Республика Боббио (итал. Repubblica di Bobbio) — недолго просуществовавшее партизанское государство, расположенное вокруг итальянского города Боббио в провинции Пьяченца. Республика протянулась примерно на 90 километров, от Валь Треббия до Олтрепо Павезе. Небольшое количество фашистских сил в этом районе не смогло остановить расширение влияния партизан во многих долинах Пьяченцы, и 7 июля 1944 года нацистские силы были вынуждены отступить после того, как партизаны разоружили зенитную милицию.

## История

### Предыстория

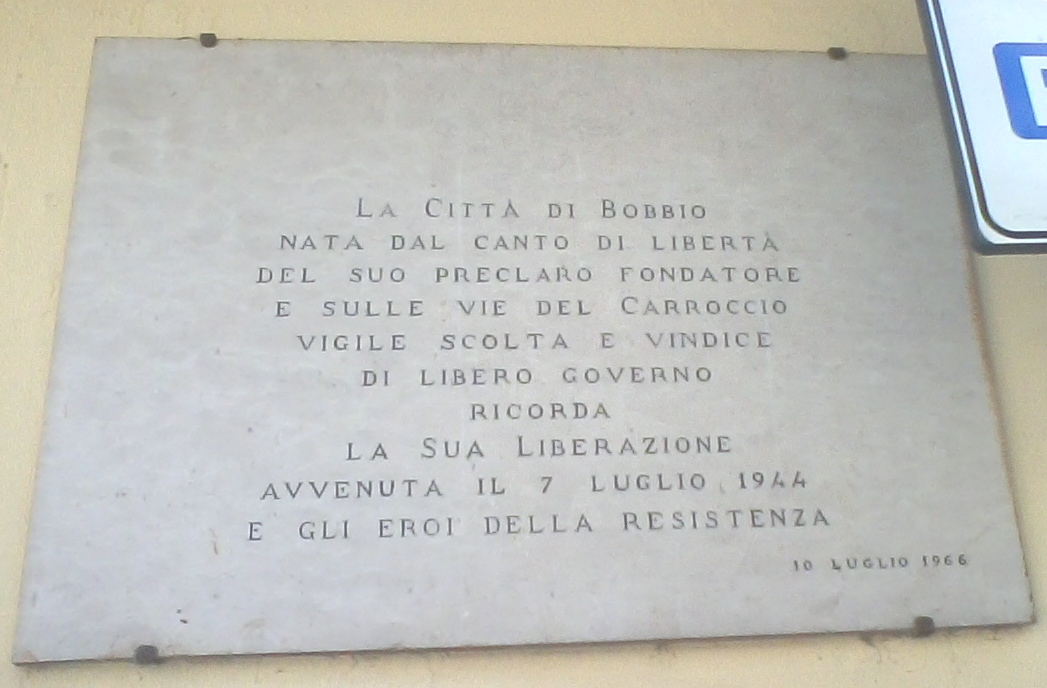
Памятная доска в честь освобождения Боббио и основания республики

Боббио (около 6500 жителей в 1944 году) — исторический город стратегического и логистического значения. Он находился в самом сердце «Четырёх провинций» (Алессандрия, Генуя, Павия, Пьяченца), и от него отходила обширная сеть дорог. Таким образом, активность партизан здесь распространялась вдоль дорог вплоть до Лигурии и Ломбардии, образуя грубый четырёхугольник между городами Вогера, Ривергаро, Генуя и Сестри-Леванте. Сама территория Боббио была частью провинции Пьяченца всего несколько десятилетий; фактически, до объединения Италии у него была собственная провинция, пока до 1923 года он не стал районом Боббиезе в провинции Павия.

### История
В 7:30 утра 7 июля 1944 года лидеры партизан Вирджилио Герчи и Итало Лондей вошли в Боббио, за ними последовали партизанские бригады, и объявили о создании Республики Боббио и её подразделений: северная зона A в Пьяченце и Павии и южная зона B в Пьяченце и Генуе. Все фашистские силы в Боббио были вынуждены покинуть Боббио и окружающие его долины. 1 августа партизаны Республики Боббио занимают муниципальный зал (ит.) Боббиезе и избирают мэра-комиссара Антонио Бруно Паскуали и заместителя комиссара доктора Марио Репози. Вскоре после этого был создан временный совет, состоящий из 12 администраторов и двух вышеупомянутых комиссаров. Большая часть совета состояла из итальянских социалистов, за которыми в равной степени следовали христианские демократы, либералы и независимые. Были также предприняты первые меры для населения Боббио; жители, не связанные с итальянским фашистским режимом, могут управлять республикой и пользоваться уважением остального населения. В Лондоне по радио объявили: «Боббио, первый город в Северной Италии, освобождён».
Для обеспечения логистики и распределения продуктов питания для всех семей в Боббио были созданы разрешения и прейскуранты[прояснить], при этом самые бедные получали льготы. Госпиталь был перепрофилирован для лечения партизан и горожан, построена мастерская по ремонту оружия. Были также созданы печатные станки для распространения партизанской пропаганды и новостей.

### Битва при Пениче

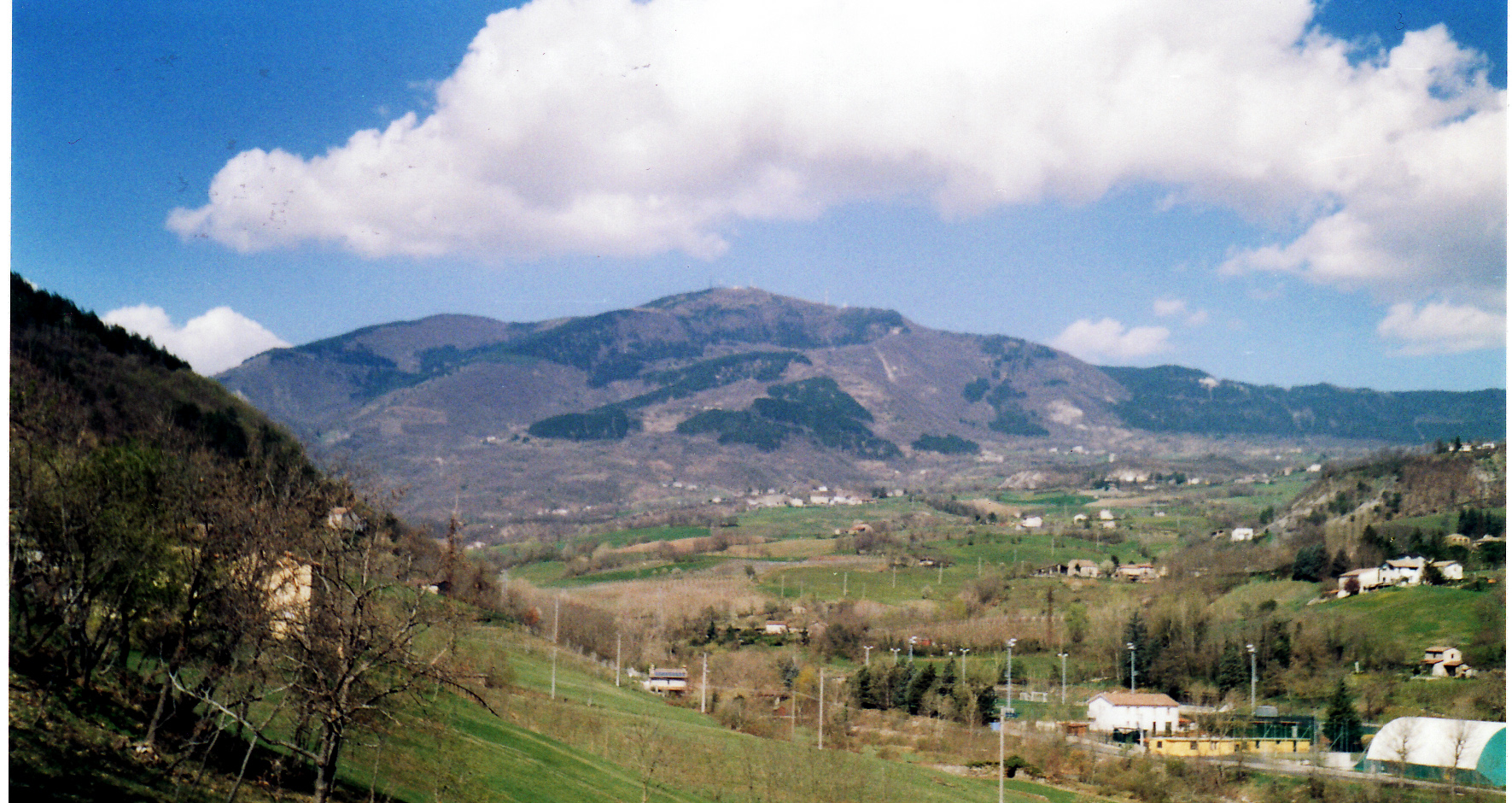
Вид на Монте-Пениче со стороны Боббио

22 августа немецкие войска начали наступательный обход, чтобы очистить северную Италию от партизан. Примерно от трёх до пяти тысяч немецких солдат, в том числе итальянцы из дивизии Монтероза и турки из Туркестанского легиона, вступили в столкновения с партизанами на Лигурийских Апеннинах. Бои достигли Боббио 27 августа, и два дня конфликта в так называемой битве при Пениче (названной так в честь горы Монте-Пениче в окрестностях Боббио) привели к разгрому партизанских сил и разрушению республики. Только по просьбе епископа Боббио, монсеньора Бертольо, Боббио был спасён от обысков и грабежей после того, как нацистские войска вновь оккупировали Боббио. После завоевания фашистское присутствие усилилось в виде 10 новых гарнизонов, управляемых итальянцами из дивизии «Монтероза». В любом случае успехи партизан привели к появлению большого количества дезертиров в рядах фашистов; Итало Лондей вместе с бывшими фашистскими солдатами присоединился к новому движению сопротивления Справедливость и свобода (Giustizia e Libertà) в качестве 7-й бригады GeL.

### Вторая республика
В последующие месяцы, сентябре и октябре, возросло количество итальянских дезертиров, и в северных итальянских долинах вспыхнула активность партизан. 22 октября удалось второе освобождение Боббио (во главе с бывшими войсками дивизии «Монтероза»), что привело к образованию двух свободных зон: Свободная зона Торрилья и Свободная зона Варци, составляющие «2-ю Республику Боббио». Эта республика Боббио прожила до 22 ноября.

### Падение второй республики

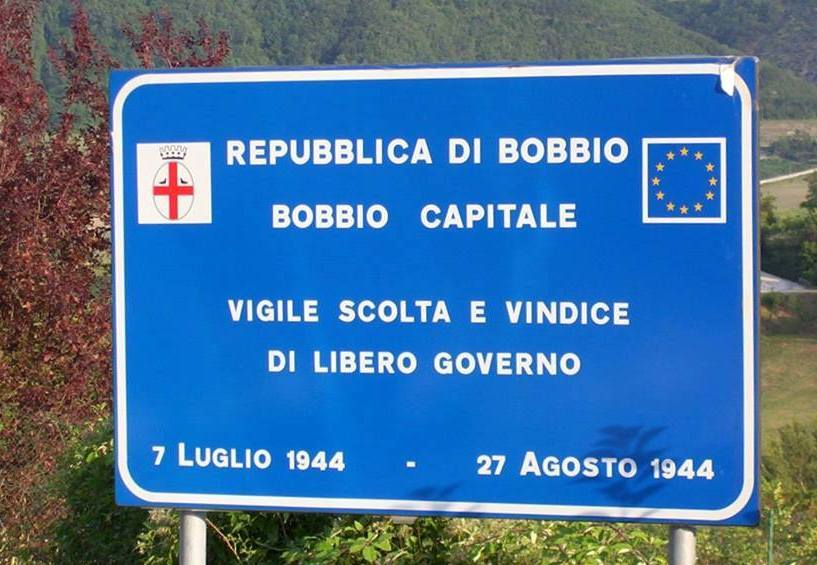
Плакат в память об исторической партизанской республике Боббио

22 ноября, через месяц после провозглашения возрождённой республики, немцы начинают вторую зимнюю облаву, в результате которой партизан, оккупировавших Боббио, отбрасывают обратно в горы, и Боббио снова оказывается под фашистской оккупацией. Хотя захват Боббио продлится ещё два дня, облава закончится в январе 1945 года, когда немцы оставят этот район в руках нескольких фашистских гарнизонов. Партизаны предпринимают последнюю попытку повторно освободить Боббио и терпят неудачу 4 марта, хотя уже в апреле 1945 года Пьяченца оказалась полностью освобождена американцами от фашистских войск.